# 野田氏
野田氏（のだし）は日本の武家。
ここでは室町時代・戦国時代に活動した関東野田氏について解説する。野田氏は主に下総国・古河城および栗橋城を根拠とした。鎌倉公方・古河公方の家臣であり、特に古河公方の時代には簗田氏と並ぶ重臣であった。

## 概要
『野田氏家系図』および『頼印大僧正行状絵詞』 によれば、野田氏は尾張国・熱田神宮の宮司・藤原氏（藤原南家）を起源とし 、のちに関東に移り、木戸氏とともに鎌倉府・奉公衆の宿老となった 。
すなわち至徳3年（1386年）、下総国の下河辺荘が鎌倉公方の御料所となった際に、公方家の家臣として下河辺荘・古河城に入る。
享徳3年（1454年）に始まる享徳の乱で、第5代鎌倉公方・足利成氏が古河に移座して古河公方となった後は栗橋城に移り、家臣として支えてきたが、公方家の内訌に連動して一族間に分裂と抗争が生じ、次第に弱体化して  居城である栗橋城も失った。

## 主な当主

### 野田等忠
野田等忠は右馬助とも呼ばれる。生没年不詳。下総国・古河城主。鎌倉公方家臣。
『頼印大僧正行状絵詞』には、「熱田大宮司・野田将監察入道嫡男」であり、至徳4年（1387年）に小山若犬丸の乱に関わった「囚人」を捕えたと記されている。『鎌倉大草紙』 には、嘉慶元年（元中4年・1387年）、「古河住人」の野田右馬助が「囚人」を捕えたと記されているので、このときまでに等忠は古河城主になっている。当時、若犬丸の軍勢は古河城奪取を図っており、等忠は鎌倉府・足利氏満勢の最前線に立っていた。野田氏の中で初めて実名が確認できる人物である。
『頼印大僧正行状絵詞』には、等忠が厠で急死したときに、深く信敬していた僧・頼印の加持により蘇生したという逸話が残されている。康暦2年（天授6年・1380年）5月27日夜の出来事とされている。

### 野田持忠
野田持忠は右馬助とも呼ばれる。生没年不詳。等忠の次の世代にあたるが、直接の後継者かは不明。野田家家系図に「等忠」の名前が見られないなど不自然な点があり、この時期に大きな断絶があったと考えられる。実名中の「持」は鎌倉公方・足利持氏の偏諱である。　下総国・古河城主。古河公方・足利成氏の重臣。永享12年（1440年）の結城合戦において、結城方として古河城に立て籠もる。享徳4年（1455年）、享徳の乱のため成氏が古河城に入り「古河公方」となると、下野国・野田城（足利市） に入り、上杉氏に対抗した。康生2年（1456年）以降の動静は不明である。 

### 野田氏範
野田氏範は蔵人大夫とも呼ばれる。生没年不詳。持忠の後継。初代古河公方・足利成氏の家臣。下野国・野田城（足利市） に居たと考えられる。 

### 野田成朝
野田成朝は右衛門佐とも呼ばれる。生没年不詳。氏範の後継。古河公方家臣。下野国・野田城（足利市） あるいは下総国・栗橋城主。実名中の「成」は古河公方・足利成氏の偏諱である。 

### 実名不明・野田右馬助
官途の右馬助だけが知られている。生没年不詳。第3代古河公方・足利高基・第4代晴氏重臣。享禄元年（1528年）、晴氏の元服に宿老として参加している 。古河公方・高基から「野田右馬助父子及数年緩怠増進之上・・・」を理由に改易されている が、この「父子」は系図の「野田政朝」・「野田政保」である可能性が指摘されている。なお、政朝・政保の両名は、高基の父・足利政氏から偏諱を受けているものと思われる。

### 野田弘朝
野田弘朝は左衛門大夫とも呼ばれる。生没年不詳。野田右馬助の後継と考えられる が、史料が不十分で即断できない。古河公方（高基あるいは晴氏）から偏諱を受けていないことから、元服時には正当な後継者と見なされていなかった可能性がある。　古河公方家臣。下総国・栗橋城主。後北条氏と協調する立場をとり、天文23年（1554年）、北条氏康の要請により、古河城奪還を図った足利晴氏・藤氏親子を拘束した。その恩賞として、第5代古河公方・足利義氏から、旧所領39ヵ郷と新所領10ヵ郷を安堵される。永禄3年（1560年）、上杉謙信が関東に入った際には、義氏とともに関宿城に籠り、その後も関東各地に随行した。 

### 野田景範
野田景範は右馬助・菊院斎とも呼ばれる。生年不詳、寛永元年（1624年）没。野田弘朝の弟であり後継者。永禄8年（1565年）頃、家督を継いだと考えられる。古河公方家臣。下総国・栗橋城主だったが、永禄11年（1569年）、北条氏に城を接収された。天正初年（1573年）までに、家督を子の「野田三郎」に譲ったが、「三郎」が没したのちは自ら引き継いだ。文禄元年（1592年）、野田家伝来の宝刀「菖蒲丸」を献上することで、徳川家康に召抱えられ、近世野田氏の祖となる。 

### 実名不明・野田三郎
野田右馬助とも呼ばれる。生没年不詳。野田景範の子。天正初年までに家督を相続したが早世。その死後は父の景範が当主に戻った。第5代古河公方・足利義氏家臣。下総国・栗橋城主。 　実名については、「季範先祖系図次第」にある「野田義昌」の可能性が指摘されている。